# Pobratim
Pobratim byl název tajného spolku, který v Praze v roce 1862 založili bulharští (mj. Vasil Dimitrov Stojanov), chorvatští, slovenští, slovinští, srbští a čeští studenti. Cílem spolku bylo podporovat jižní Slovany v boji za jejich osamostatnění, zejména pak bulharský národ v boji pro Osmanské říši a za samostatnost bulharské církevní správy. Spolek přispěl zejména k popularizaci bulharského národního obrození, a to v časopisech Beseda, Lumír, Květy, Osvěta, v Časopisu Národního musea a dalších.